# Klátova Nová Ves
Klátova Nová Ves (em húngaro: Tőkésújfalu) é um município da Eslováquia, situado no distrito de Partizánske, na região de Trenčín. Tem 35,04 km² de área e sua população em 2018 foi estimada em 1.684 habitantes.

## Demografia
| Ano:        | 1994 | 2004   | 2014   | 2024   |
| ----------- | ---- | ------ | ------ | ------ |
| Broj ljudi: | 1578 | 1571   | 1618   | 1596   |
| Razlika:    |      | -0,44% | +2,99% | -1,35% |

| Ano:               | 2023 | 2024   |
| ------------------ | ---- | ------ |
| Número de pessoas: | 1589 | 1596   |
| Diferença:         |      | +0,44% |